# Мостовое (Запорожская область)
Мостовое (укр. Мостове) — село,
Новониколаевский сельский совет, Токмакский район, Запорожская область, Украина.
Код КОАТУУ — 2325282805. Население по переписи 2001 года составляло 178 человек.

## Географическое положение
Село Мостовое находится на левом берегу реки Курошаны,
выше по течению на расстоянии в 2,5 км расположено село Козолуговка, ниже по течению на расстоянии в 0,5 км расположено село Новониколаевка.

## История
- 1857 год — дата основания как село Тигенвейде.
- До 1871 года село входило в Молочанский меннонитский округ Бердянского уезда[2].
- В 1945 году село Тигервейде переименовано в село Мостовое[3].